# Wierzchląd
Wierzchląd (niem. Verchland) – osada w Polsce położona w województwie zachodniopomorskim, w powiecie stargardzkim, w gminie Stargard.
Osada leży nad Miedwiem. 

## Historia i współczesność
Dawniej wieś folwarczna z zabudowaniami rozlokowanymi prostopadle do linii brzegowej jeziora Miedwie. Do założenia, oprócz zabudowań gospodarczych, należały: pałac, kościół (1895, z ciosanego kamienia polnego i cegły, całkowicie zniszczony w 1945) i park. Z założenia pozostały: zdewastowane krypty kościelne, mieszczące dawniej sarkofagi miejscowych właścicieli, brama parkowa (druga połowa XVIII wieku), park (14 ha, z aleją starych lip, grabów i kasztanowców), stodoła (XIX wiek) i magazyn z początku XX wieku. Po 1945 powołano we wsi gospodarstwo rybackie wraz z przystanią i Ośrodek Sportów Obronnych. Nad jeziorem niestrzeżone kąpielisko z pomostem. 
W latach 1975–1998 miejscowość administracyjnie należała do województwa szczecińskiego.

## Komunikacja
Do Wierzchlądu można dojechać linią MZK Stargard nr: 35.